# عبد السلام العصيمي
عبد السلام مناحي صنهات ساير العصيمي العتيبي ، من مواليد 1958، نائب سابق في مجلس الأمة الكويتي.
شارك في انتخابات مجلس الأمة الكويتي 1996 في الدائرة الرابعة عشر، وحصل على المركز الأول برصيد (817) صوت وفاز بالانتخابات، عمل ضابطاً في وزارة الداخلية (الكويت) عام 1982 – 1992 ، ويحمل الشهادة الجامعية، وهو شقيق النائب السابق وليد العصيمي.